# Con Air
Con Air è un film del 1997 diretto da Simon West, al suo esordio da regista, con Nicolas Cage, John Cusack e John Malkovich, prodotto da Jerry Bruckheimer.
Il film venne nominato ai Premi Oscar 1998 per la miglior canzone (How Do I Live) e il miglior sonoro, ma perse in entrambe le categorie contro Titanic.

## Trama
Cameron Poe è un ranger pluridecorato dell'esercito americano. Un giorno parte per tornare da sua moglie, Tricia, che aspetta un bambino: la trova in un bar e conversa con lei ballando. Intanto un gruppo di bulli mette gli occhi su sua moglie, venendo però respinti; quella stessa sera, al di fuori del locale, la banda di uomini assale Cameron. Mentre Tricia va a chiamare rinforzi, Cameron viene ferito: quando un uomo cerca di colpirlo con un coltello, Cameron contrattacca e l'uomo viene accidentalmente ucciso, mentre gli altri scappano. Poe viene arrestato e portato in tribunale. Essendo un ranger, assurdamente Cameron non ha il diritto della legittima difesa e viene pertanto condannato a otto anni di carcere per omicidio preterintenzionale, durante i quali non potrà assistere alla nascita di sua figlia. In carcere Cameron si fa un amico, Bimbo. Inoltre impara lo spagnolo e scrive e riceve lettere da sua moglie e da sua figlia, che vede crescere attraverso le sue foto. Sua figlia Casey compie otto anni proprio il giorno della scarcerazione del padre.
Il Jailbird, un aereo per il trasporto prigionieri, è pronto per partire. Lo U.S. Marshal Vince Larkin elenca i carcerati che devono salire sull'aereo, tra cui i due ergastolani Nathan "Cane mastino" Jones e Cyrus Grissom, ritenuto il peggior delinquente sull'aereo, lo stupratore seriale Johnny 23, Flipper, William "Billy Bedlam" Bedford, Cameron Poe e il suo amico. Il capo della DEA Duncan Malloy incarica un altro agente, Sims, di salire come finto carcerato per carpire quante più informazioni possibili da Cindino, un boss colombiano che si unirà agli altri detenuti durante lo scalo a Carson City, e lo arma di nascosto con una pistola, sebbene a bordo non siano ammesse armi a parte un'unica pistola a disposizione dei piloti e un piccolo arsenale nella stiva. Poco dopo la partenza, Flipper crea un diversivo dando fuoco al suo vicino di posto, mentre nel frattempo Cyrus e Nathan si liberano dalle manette con dei fili di ferro che si erano nascosti sottopelle. Nel trambusto che ne consegue Flipper apre le loro gabbie e i galeotti prendono il controllo dell'aereo. Quando anche gli altri detenuti vengono liberati, Sims cerca di salvare la situazione, ma viene ucciso da Cyrus.
Il piano di Cyrus è di atterrare a Carson City come da programma, dove dovranno scendere sei carcerati e ne dovranno essere imbarcati dieci, per poi ripartire verso un paese senza estradizione. Ma siccome tre dei sei uomini sono stati accidentalmente uccisi da lui stesso nel precedente scontro con il co-pilota, Cyrus chiede tre volontari che scenderanno al loro posto. Poe si offre volontario, volendo approfittare dell'occasione per avvertire le guardie a terra del dirottamento. Quando però scopre che verranno imbavagliati, decide di restare, in quanto rischierebbe di lasciarli scappare tutti ed inoltre lasciar morire Bimbo, che soffre di diabete, e la guardia Sally Bishop, che verrebbe sicuramente stuprata ed uccisa da Johnny 23. La messinscena riesce, complice una tempesta di sabbia e i detenuti incappucciati. Tra i nuovi criminali saliti a bordo figurano Francisco Cindino, il serial killer psicopatico Garland Greene e un nuovo pilota, Scalpo, che smonta il transponder dell'aereo e Flipper lo va a posizionare all'interno di un altro aereo. Nel frattempo, le guardie che indagano all'interno della cella di Cyrus scoprono del materiale inerente alla fuga in un buco del muro.
Quando chiamano Larkin, quest'ultimo scopre un messaggio cifrato che dice "Appuntamento a Carson City". Mentre se ne va per avvertire Malloy, le guardie innescano per sbaglio una bomba artigianale posizionata da Cyrus, facendola esplodere. Poco dopo che il bus della prigione parta con i detenuti, un agente scopre l'inganno e invia delle pattuglie, ma non riescono a fermare l'aereo, che riparte con i fuggitivi a bordo. In seguito, l'agente Malloy decide di chiedere l'attacco di elicotteri militari, intenzionato a fermare il velivolo con qualsiasi mezzo. Vince è contrario, ricordandogli che ci sono degli innocenti a bordo. Nell'aereo, Cane mastino ordina a Poe di andare a controllare il carrello dell'aereo, che non è rientrato del tutto. Qui Poe scopre il cadavere impigliato di Flipper, che non è riuscito a risalire in tempo a bordo a Carson City, e ci scrive sopra un messaggio per avvertire Larkin, prima di lasciarlo precipitare nel vuoto. Larkin avverte la moglie di Poe dell'accaduto, quando viene informato del messaggio sul cadavere, precipitato sulla città di Fresno.
Intuendo che vogliano atterrare a Lerner, avverte Malloy, che nel mentre sta inseguendo con una flotta di elicotteri il segnale del transponder, che si trova su un aereo da turismo che sta andando da tutt'altra parte. Malloy non gli crede, così Vince prende la sua macchina e si dirige a Lerner, seguito anche dalla Guardia Nazionale da lui allertata. Frattanto Poe è costretto ad uccidere uno dei carcerati che si era insospettito, Billy, dopo che quest'ultimo ha scoperto che non era un evaso come loro. Larkin arriva all' aeroporto di Lerner, trovando l'addetto alla torre di controllo morto. In quell'istante arriva anche l'aereo, che riesce ad atterrare. Dopo essere sbarcati, Poe riesce a convincere Cyrus e Cane mastino a non uccidere le guardie che avevano preso in ostaggio, poi i fuggiaschi si dividono i compiti per disincagliare l'aereo dal terreno, mentre Garland si allontana e fa amicizia con una bambina in un campo roulotte. Poe, con la scusa di cercare carburante, va a cercare delle siringhe di insulina per Bimbo, ma incappa nei soci di Cindino, che si trovano lì con il jet pronti a scappare con il boss. Larkin arriva e, dopo averli messi fuori combattimento, i due si alleano per salvare la situazione. Gli altri si accorgono dell'arrivo dei rinforzi e si apprestano a fuggire, mentre Cindino cerca di scappare da solo con il suo jet, ma viene fermato da Larkin con una gru. Cyrus, arrabbiato, lo uccide per aver mentito sul fatto di volere scappare insieme a lui.
Quando la Guardia Nazionale arriva, i detenuti sono pronti ad attenderli, facendo dapprima esplodere delle bombole di propano e poi scaricando loro addosso una pioggia di proiettili grazie alle armi trovate nella stiva. Poe riesce a iniettare l'insulina a Bimbo e a salvare l'agente Sally Bishop dalla violenza di Johnny 23, tuttavia Larkin e i suoi uomini non riescono a impedire che l'aereo parta con i tre ancora a bordo. Bimbo si becca una pallottola da Cyrus, quando quest'ultimo scopre la lettera della figlia di Poe e il cadavere di Billy, ma i fuggiaschi vengono subito incalzati dagli elicotteri. Mentre sorvolano il deserto, Malloy è ad un pelo dall'abbattere l'aereo, ma viene convinto da Larkin a farlo atterrare a Las Vegas, dopo aver sentito Cameron via radio, il quale nel frattempo aveva preso il controllo dell'aereo. Siccome il motore è danneggiato e l'aereo è senza carburante, Scalpo, anziché farlo atterrare all'Aeroporto di Las Vegas, lo fa invece atterrare nella via principale della città, causando ingenti danni. Mentre i carcerati sopravvissuti all'impatto vengono arrestati e Bimbo trasportato in ambulanza, Cyrus fugge su di un camion dei pompieri insieme a Scalpo e Mastino: dopo un rocambolesco inseguimento, Larkin e Poe riescono a ucciderli. Finalmente, Cameron può riabbracciare la moglie e vedere per la prima volta sua figlia. Si scopre infine che Garland Greene, l'unico criminale ad essere riuscito ad evadere, ora fa bella vita al casinò.

## Personaggi
- Cameron Poe. Interpretato da Nicolas Cage. Ex-ranger, è stato condannato ingiustamente al carcere per omicidio preterintenzionale mentre difendeva la moglie da tre ubriachi. Dopo otto anni a San Quintino, nei quali ha fatto il possibile per mantenersi in forma e in cui ha imparato lo spagnolo e l'arte degli origami, gli viene concessa la libertà vigilata così da poter finalmente tornare a casa dalla moglie e dalla figlia, che non ha mai visto poiché incarcerato prima che nascesse. A seguito del dirottamento resterà sull'aereo per proteggere l'amico "Bimbo", bisognoso di cure mediche, e la guardia Bishop, minacciata di stupro da parte di Johnny 23.
- Vince Larkin. Interpretato da John Cusack. Capo dei Marshals dediti alla gestione delle carceri. Appare come un uomo colto e intelligente, anche se arrogante. Inizialmente è l'unico a credere in Poe e per questo si scontra con i suoi colleghi, soprattutto con Duncan Malloy la cui visione dei carcerati e della giustizia in generale appare molto diversa. Nel corso del film dimostra di essere anche un ottimo uomo d'azione, quasi alla pari di Poe.
- Cyrus "Vaiolo" Grissom. Interpretato da John Malkovich. Ergastolano psicopatico chiamato anche Cyrus "Vaiolo" (Cyrus "The Virus"). Funge da capo nell'operazione di evasione. Ha passato 25 dei suoi 39 anni in carcere per i più svariati crimini, sia dentro che fuori, ma nonostante questo, il carcere non gli ha impedito di conseguire due lauree, tra cui una in legge. Francisco Cindino si è rivolto a lui per organizzare l'intera operazione di evasione, con la promessa di coinvolgerlo nella sua fuga in Messico.
- Nathan "Cane Mastino" Jones. Interpretato da Ving Rhames. Ergastolano soprannominato "Cane Mastino" (Diamond Dog) e braccio destro di Cyrus. Suprematista della razza nera, è in carcere per omicidio e per attacchi terroristici dinamitardi. Nell'operazione agisce da vice di Cyrus, ma confessa a Poe che non appena l'evasione sarebbe finita se ne sarebbe sbarazzato.
- Mike "Bimbo" O'Dell. Interpretato da Mykelti Williamson. Amico di Poe in carcere. È sconosciuto il motivo della sua incarcerazione, ma sembra essere una brava persona. È affetto da una grave forma di diabete, e poiché nella rissa subito dopo l'evasione tutte le siringhe sono distrutte (anche se non la boccetta di insulina), rischia di morire.
- Duncan Malloy. Interpretato da Colm Meaney. Agente capo della DEA. A lui viene affidata la gestione dell'operazione per riuscire a fare in modo che Cindino riveli segreti sulla sua famiglia, pilastro del narcotraffico colombiano. Nonostante le buone intenzioni, la personalità arrogante e irragionevole lo porta continuamente a sottovalutare i detenuti e a non si fidarsi di Larkin, finendo per causare solo problemi.
- Joe "Flipper" Parker. Interpretato da Dave Chappelle. Piromane e crackomane, è lo scagnozzo grazie a cui parte l'operazione di dirottamento. Il suo soprannome in inglese è "Pinball". Dave Chapelle ha improvvisato quasi tutte le sue battute.
- Earl "Scalpo" William. Interpretato da M. C. Gainey. Detenuto che da Carson City in poi si occupa di pilotare l'aereo. Oltre che pilota, sembra essere anche pratico di ingegneria ed elettronica, dato che si occupa di rimuovere dall'aereo, ma contemporaneamente mantenere attivo, il trasponder con cui i detenuti sono in grado di depistare i loro inseguitori. Il suo soprannome in inglese è Swamp Thing.
- Francisco Cindino. Interpretato da Jesse Borrego. Boss della droga colombiano e famoso per aver buttato del Napalm sullo yacht di un senatore nonostante a bordo ci fosse il proprio cugino. Si rivolge a Cyrus per evadere e scappare dal paese con la falsa promessa di portarlo con sé.
- Johnny "Johnny 23" Baca. Interpretato da Danny Trejo. Stupratore seriale di origine messicana, condannato per 23 accuse confermate di stupro, da cui il soprannome "Johnny 23", anche se lo stesso criminale rivela di averne stuprate molte di più (a detta sua lo dovrebbero chiamare "Johnny 600").
- Sally Bishop. Interpretata da Rachel Ticotin. Guardia carceraria e unica guardia donna dell'aeroplano. È una donna tosta e coriacea, ma quando l'aereo viene dirottato si ritrova ad essere ammanettata ed in balia di Johnny 23, che cerca di approfittare del fatto che Sally sia legata per stuprarla, ma fortunatamente entrambi i tentativi falliscono grazie all'intervento di Poe.
- William "Billy Manicomio" Bedford. Interpretato da Nick Chinlund. Prigioniero, come Poe e Bimbo, di San Quintino, condannato a 8 ergastoli. Questa immensa condanna è dovuta ad una strage che lo ha reso famoso come "Billy Manicomio" (Billy Bedlam): dopo aver trovato la moglie a letto con un altro uomo l'ha risparmiata per poi ucciderne l'intera famiglia. È il primo a sospettare dell'identità di Poe, poiché nonostante provengano dallo stesso carcere e (in teoria) dallo stesso braccio, non lo conosce (in quanto ex-militare, Poe era rinchiuso in una cella separata).
- Ramon "Sally-Can't-Dance" Martinez. Interpretato da Renoly Santiago. Uno spacciatore di droga omosessuale. È uno dei principali elementi comici del film.
- Garland Greene. Interpretato da Steve Buscemi. Serial-killer pluriomicida, Bimbo racconta che è responsabile della morte e dello smembramento di 37 persone, compresa, per stessa ammissione di Garland, una bambina. Sarà l'unico detenuto a riuscire ad evadere.

## Riprese

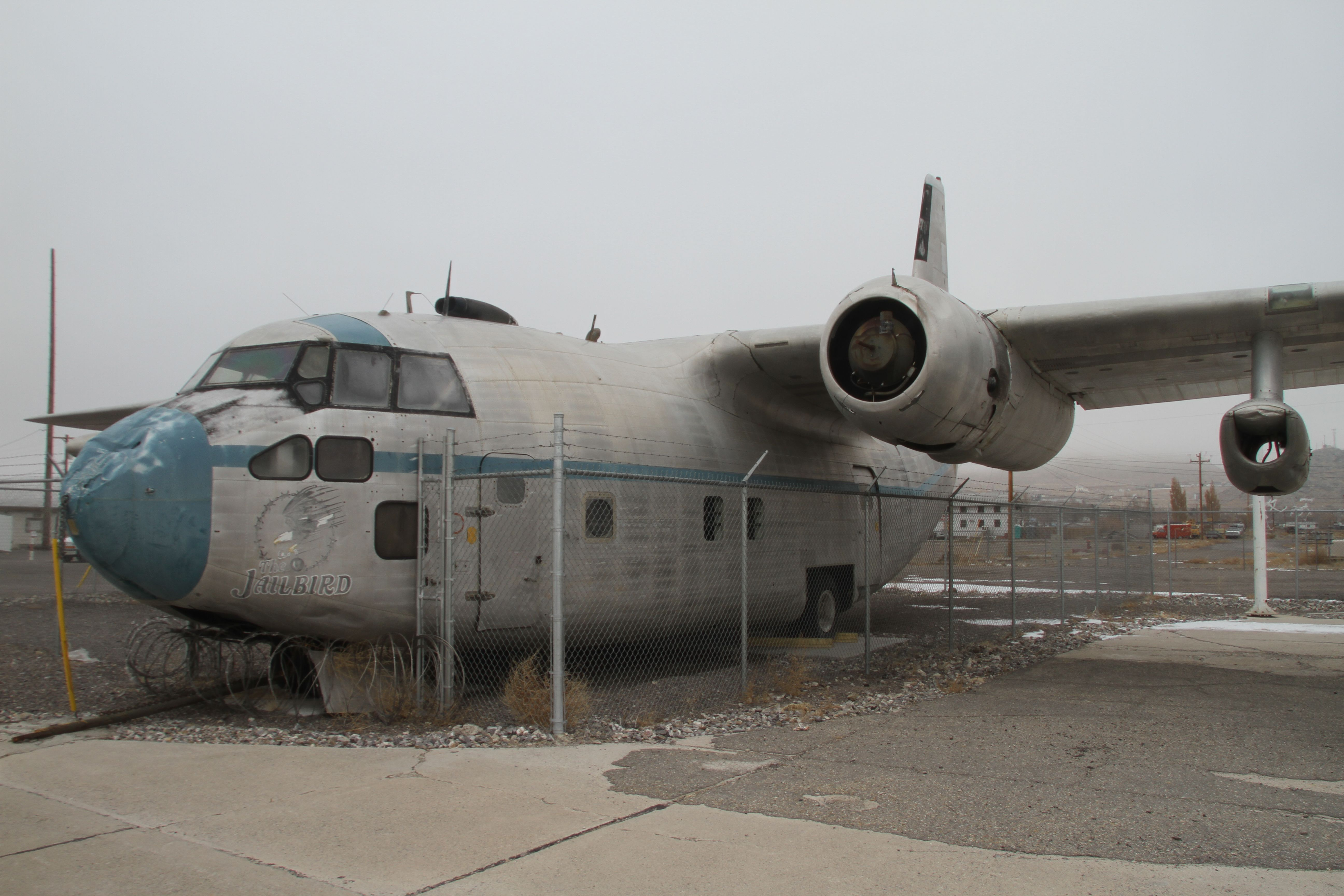
Il Fairchild C-123 Provider utilizzato per il film all'aeroporto di Wendover

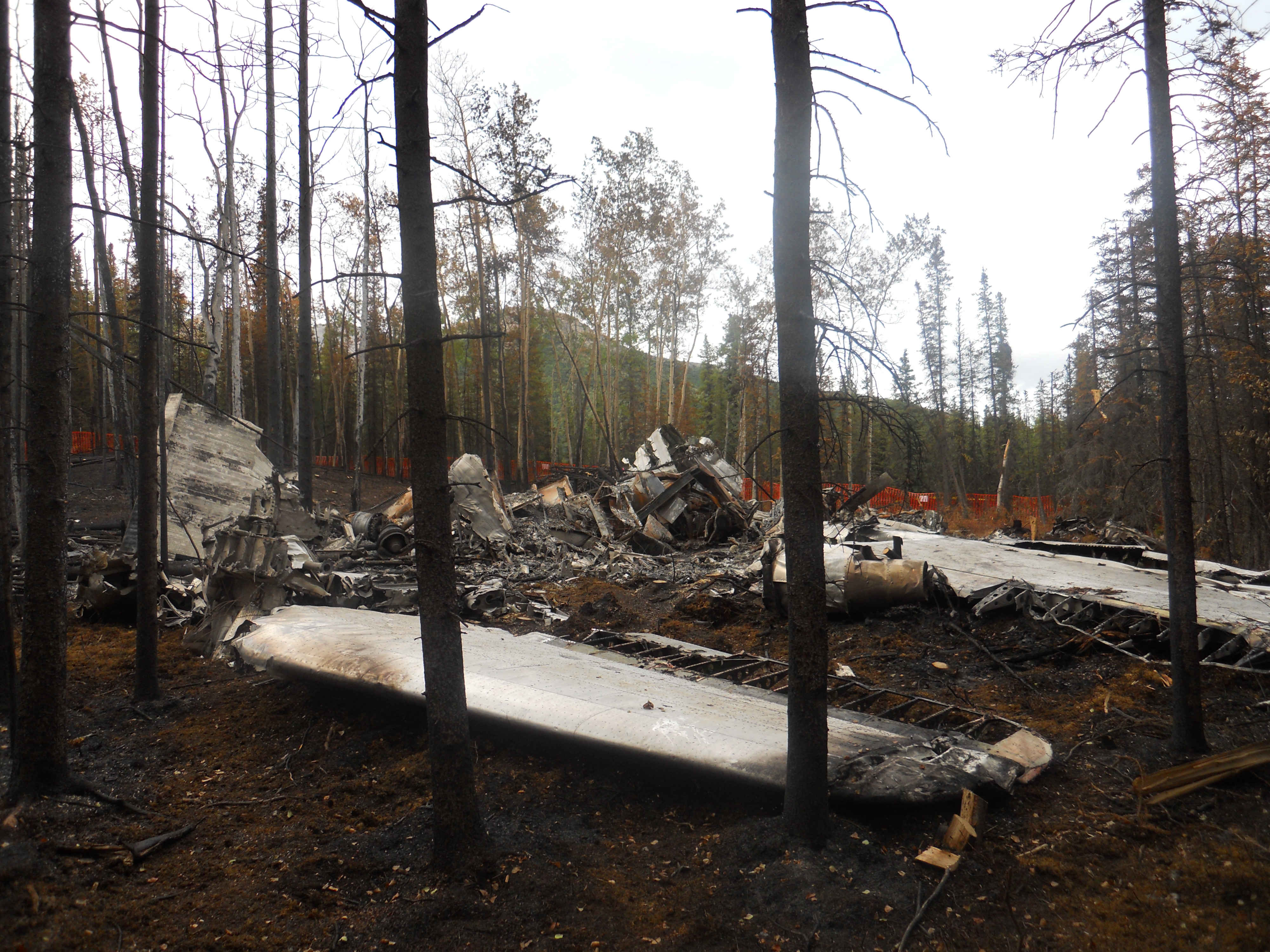
Luogo di schianto dell'altro C-123 al Parco nazionale del Denali

Le riprese del film si svolsero dal 1° luglio 1996 al 28 settembre 1996.
Per girare il film sono stati utilizzati due aerei Fairchild C-123 Provider. Quello usato per le scene in rullaggio è stato donato all'aeroporto di Wendover, ora è esposto sul raccordo come attrazione turistica. L'altro "Jailbird", in condizioni di volo, è stato ceduto a una compagnia commerciale in Alaska ed è andato distrutto il 1º agosto 2010 in un incidente nel Parco nazionale del Denali.

## Colonna sonora
La colonna sonora del film include il singolo How Do I Live, una canzone scritta da Diane Warren ed eseguita da Trisha Yearwood per il film ma originariamente registrata da LeAnn Rimes.
Una canzone ripetuta più volte durante il film è Sweet Home Alabama dei Lynyrd Skynyrd. Nel corso del film i detenuti si mettono a festeggiare cantando la canzone e vedendoli, Garland Greene commenta: "Quando si dice l'ironia: un branco di idioti che cantano e ballano un motivo reso celebre da un gruppo scomparso in un incidente aereo".
La musica strumentale è stata composta ed eseguita da Mark Mancina e Trevor Rabin ed è stata pubblicata da Hollywood Records in un'edizione costituita da 17 tracce (45 minuti di musica).

### Tracce
1. Con Air Theme – 1:31
2. Trisha – 1:04
3. Carson City – 3:04
4. Lear Crash – 4:44
5. Lerner Landing – 3:28
6. Romantic Chaos – 1:22
7. The Takeover – 3:52
8. The Discharge – 1:09
9. Jailbirds – 0:59
10. Cons Check Out Lerner – 1:55
11. Poe Saves Cops – 2:25
12. The Fight – 0:22
13. Battle In The Boneyard – 7:41
14. Poe Meets Larkin – 1:14
15. Bedlam Larkin – 0:49
16. Fire Truck Chase – 4:22
17. Overture – 4:18

## Distribuzione
Il film uscì nelle sale americane il 6 giugno 1997 e in quelle italiane il 22 agosto dello stesso anno.

### Versione Italiana
La direzione del doppiaggio e i dialoghi italiani sono a cura di Carlo Valli per conto della Cast Doppiaggio Srl. La sonorizzazione, invece, venne affidata alla SEFIT-CDC.

## Accoglienza

### Incassi
Prodotto con un budget di 75 milioni di dollari, il film debuttò al primo posto del botteghino nordamericano con un incasso di oltre 24 milioni nel suo primo weekend. Divenne un successo finanziario, incassando 101.117.573 nei soli Stati Uniti e 122.894.661 all'estero, per un totale di 224.012.234 in tutto il mondo.

### Critica
Il film ricevette critiche miste. Su Metacritic ha un punteggio di 52 su 100 basato su 23 giudizi, mentre su Rotten Tomatoes registra una valutazione pari al 58% delle recensioni professionali favorevoli con un voto medio di 5,7 su 10.
Roger Ebert nella sua recensione sul Chicago Sun-Times scrisse che "il film è essenzialmente una serie di battute rapide, dialoghi vivaci e sequenze d'azione elaborate".